# Peter McKenzie (Schauspieler)
Peter McKenzie (* 10. August 1943 in Wellington; † 9. September 2023 ebenda) war ein neuseeländischer Schauspieler. Er war der Vater des Schauspielers Bret McKenzie.

## Karriere
McKenzie wurde am 10. August 1943 in Wellington geboren. Erstmals war er 1987 in drei Episoden der Fernsehserie Grange Hill zu sehen. 1996 folgte ein Auftritt in einer Episode der TV-Serie Crossroads Café. 1998 hatte er eine wiederkehrende Rolle in der TV-Serie Tell – Im Kampf gegen Lord Xax inne. Als Edwin of Stringburn war er 2000 in einer Episode der Serie Dark Knight zu sehen. Internationale Bekanntheit erlangte er durch seine Darstellung des Königs Elendil in Der Herr der Ringe: Die Gefährten. Sein Sohn Bret hatte in dem Film ebenfalls eine Rolle inne. Letztmals war er 2005 in King Kong als Filmschauspieler zu sehen.
Er starb am 9. September 2023 im Alter von 80 Jahren in Wellington.

## Trivia
- McKenzie war Fan des Reitsports. Er selbst war Besitzer und Trainer des Rennpferdes „Sculptor“. Es gewann 2007 die Saab Quality in Flemington und qualifizierte sich für den Melbourne Cup im selben Jahr.[3]

## Filmografie (Auswahl)
- 1987: Grange Hill (Fernsehserie, 3 Episoden)
- 1996: Crossroads Café (Fernsehserie, Episode 1x04)
- 1998: Tell – Im Kampf gegen Lord Xax (The Legend of William Tell, Fernsehserie, 10 Episoden)
- 2000: Dark Knight (Fernsehserie, Episode 1x08)
- 2001: Der Herr der Ringe: Die Gefährten (The Lord of the Rings: The Fellowship of the Ring)
- 2005: King Kong